# Suggrundus
Suggrundus is een geslacht van straalvinnige vissen uit de familie van platkopvissen (Platycephalidae).

## Soorten
- Suggrundus cooperi (Regan, 1908)
- Suggrundus macracanthus (Bleeker, 1869)
- Suggrundus meerdervoortii (Bleeker, 1860)